# Phare de Kaura
Le phare de Kaura (en norvégien: Kaura fyr) est un phare côtier de la commune de Roan, dans le comté et la région de Trøndelag (Norvège). Il est géré par l'administration côtière norvégienne (en norvégien : Kystverket).
Le phare est classé patrimoine culturel par le Riksantikvaren depuis 2000.

## Histoire
Le phare, mis en service en 1931, est situé sur la petite île de Kaura, à l'embouchure du Brandsfjorden, à environ 9 km à l'ouest du village de Bessaker (en) et à 8 km au nord-ouest de Roan. Il a été automatisé en 1959. Il possède une remise à bateaux en béton sur la rive de la petite île qui est reliée au phare par un pont en béton de 40 mètres de long.

## Description
Le phare  est une tour cylindrique en fonte de 22 mètres de haut, avec une galerie et lanterne. La tour est totalement peinte en rouge avec une bande blanche. Il se trouve sur une fondation circulaire en pierre blanche qui servait de maison de gardien. Il émet, à une hauteur focale de 30 mètres, deux éclats (blanc, rouge et vert selon différents secteurs) toutes les 10 secondes. Sa portée nominale est de 10.8 milles nautiques (environ 20 km) pour le feu blanc, 8.4 pour le feu rouge et 7.9 pour le feu vert.
Identifiant : ARLHS : NOR-135 ; NF-4858 - Amirauté : L1682 - NGA : 8432 .

### Lien connexe
- Liste des phares de Norvège